# دالیای سیاه
دالیای سیاه (به انگلیسی: Black Dahlia) نام مستعاری است که به الیزابت شرت (به انگلیسی: Elizabeth Short) (۲۹ ژوئیه ۱۹۲۴–۱۵ ژانویه ۱۹۴۷) آمریکایی داده شد. وی در سال ۱۹۴۷ قربانی قتلی اسرار آمیز شد که پوشش بی‌سابقه رسانه‌های خبری را بدنبال داشت. او را به دلیل چهره رنگ پریده و لباس‌های مشکی که می‌پوشید «دالیای سیاه» می‌خواندند. نام مستعار او ممکن است از یک فیلم نوآر به نام کوکب سیاه که در آوریل سال ۱۹۴۶ منتشر شد گرفته شده باشد.
در ۱۵ ژانویه ۱۹۴۷ جسد او در حالی که از کمر قطعه شده بود، در پارک لیمرت، لس آنجلس، کالیفرنیا پیدا شد. قتل حل نشده شرت، منبع گمانه زنی‌های گسترده بوده است و منجر به دستگیری مظنونان بسیاری، و تولید کتاب‌ها و فیلم‌هایی بر اساس داستان قتل او شده است. قتل شرت را یکی از قدیمی‌ترین موارد قتل حل نشده در تاریخ لس آنجلس می‌توان دانست.

## اوایل زندگی
شرت در هاید پارک، بوستون، سومین از پنج دختر کلئو و فوئبو مائه سایر شرت زاده شد. او در مدفورد، ماساچوست، در حومه بوستون بزرگ شد. پدر او زمین گلف مینیاتوری تا سقوط بازار سهام در سال ۱۹۲۹، درست در زمانی که او بیشترین پول خود را از دست داده بود ساخت. یک روز در سال ۱۹۳۰، او ماشین خود بر روی یک پل پارک کرده و برای سال‌ها ناپدید می‌شود. این موجب شد بسیاری فرض را بر این گذاشتند که او خودکشی کرده است. فوئبو مائه شرت همراه با خانواده اش به یک آپارتمان کوچک در مدفورد نقل مکان کند و به عنوان یک حسابدار برای حمایت از خانواده اش کار می‌کند. این روند ادامه داشت تا اینکه نامه عذرخواهی از طرف کلئو شرت دریافت می‌کند که وی هنوز زنده است و در کالیفرنیا زندگی نمی‌کند.

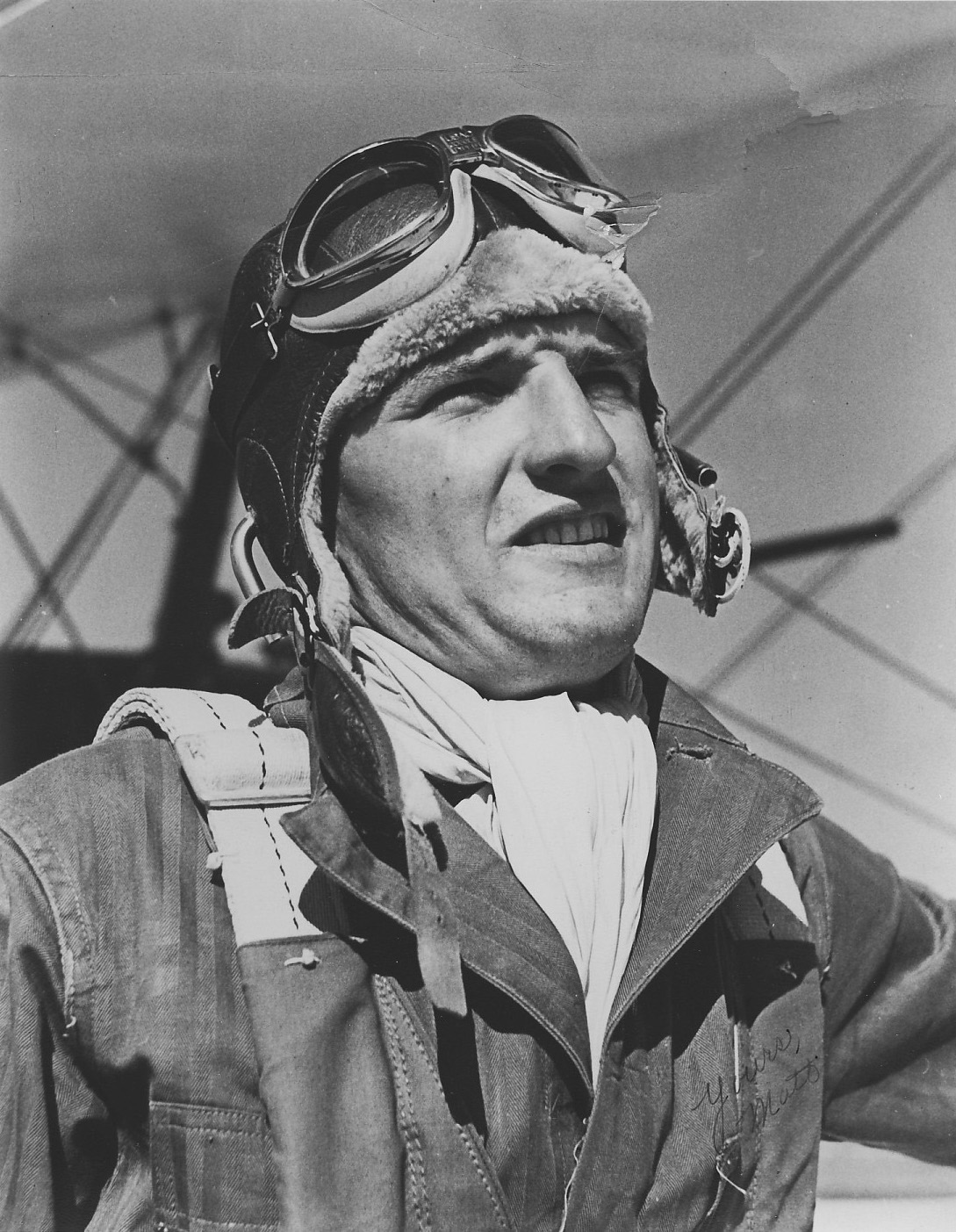
سرگرد متی مایکل گوردون.

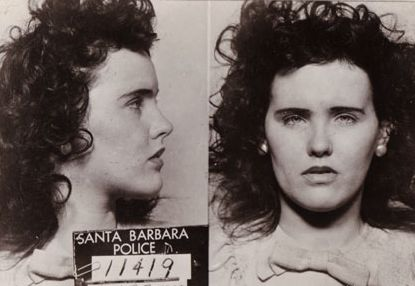
عکس بازداشت در سال ۱۹۴۳ برای نوشیدن نوشیدنی الکلی در زیر سن قانونی

وی با ناراحتی از آسم و برونشیت، در شانزده سالگی برای گذراندن زمستان به میامی فرستاده شد. در طی سه سال، او در فلوریدا در طول ماه‌های سرد زندگی کرد و بقیه سال‌ها را در مدفورد به سر برد. در نوزده سالگی، او به والهو، کالیفرنیا برای زندگی با پدرش، که در کشتی‌سازی نزدیک جزیره ماره در نیروی دریایی در خلیج سانفرانسیسکو مشغول به کار بود سفر کرد. در اوایل سال ۱۹۴۳، شرت و پدرش به لس آنجلس نقل مکان کردند، اما او را به دنبال تعلیم و تربیت ترک می‌کند، و مشغول به یک کار در رابطه با پستی در کمپ کوک (در حال حاضر پایگاه نیروی هوایی وندنبرگ)، در نزدیکی لامپوک، کالیفرنیا می‌شود. او به سنتا باربارا، جایی که او در ۲۳ سپتامبر ۱۹۴۳ به دلیل نوشیدن نوشیدنی الکلی زیر سن قانونی دستگیر شد، نقل مکان کرد. مقامات او را به مدفورد می‌فرستند، اما او به فلوریدا بر می‌گردد.
در زمانی که در فلوریدا به سر می‌برد، سرگرد متی مایکل گوردون، یک افسر نیروی هوایی ارتش ایالات متحده را در گروه ۲ تکاوران هوایی، جایی که این افسر برای اعزام به برمه هند تعلیم می‌دید، را ملاقات می‌کند. او به دوستانش می‌گوید که به او پیشنهاد ازدواجی از طرف گوردون داده شد و او این پیشنهاد را پذیرفته، اما گوردون در ۱۰ اوت سال ۱۹۴۵ در یک حادثه، کمتر از یک هفته قبل از تسلیم ژاپن و پایان جنگ جهانی دوم درگذشت.
شرت در ژوئیه ۱۹۴۶ برای دیدن ستوان نیروی هوایی جوزف گوردون فیکلینگ، که او را از فلوریدا می‌شناخت به لس آنجلس بازگشت. فیکلینگ در نیروی دریایی هوایی، لانگ بیچ مستقر شد. شرت شش ماه گذشته از زندگی خود را در جنوب کالیفرنیا، بیشتر در منطقه لس آنجلس به سر برد.

## قتل و پس از آن
در صبح روز ۱۵ ژانویه ۱۹۴۷، جسد برهنه الیزابت شرت که دو قطعه شده بود، در جایی خالی در سمت جنوب غرب خیابان نورتون، در نیمه راهی بین خیابان کالسیوم و خیابان ۳۹ غربی (در ۳۴°۰۰′۵۹″شمالی ۱۱۸°۱۹′۵۹″غربی / ۳۴٫۰۱۶۴°شمالی ۱۱۸٫۳۳۳°غربی) واقع در پارک لیمرت، لس آنجلس یافت شد. بتی برسینگر از ساکنان در حالی که همراه با دختر سه ساله اش در حال قدم زدم بود، جسد را در حدود ساعت ۱۰:۰۰ پیدا کرد. بتی برسینگر در ابتدا فکر می‌کرده که آن یک مانکن فروشگاه دور انداخته شده بوده است، و هنگامی که پی برد که آن یک جسد است، او به یکی از خانه‌ها در آن نزدیکی رفته با عجله با پلیس تماس می‌گیرد.
جسد به‌طور کامل از ناحیه کمر به دو تکه قطع شده و به‌طور کامل از خون خشک شده بود. جسد به وضوح توسط قاتل شسته شده بود. همچنین صورت شرت در هر دو طرف از ناحیه دهان تا گوش‌ها بریده شده بودند و یک اثر به نام لبخند جوکر را ایجاد کرده بود. شرت چند برش بر روی ران و سینه اش داشت، که در آن کل یا بخشی از گوشت قطعه قطعه شده بودند. نیم تنهٔ پایین بدن او به دور از نیم تنهٔ بالا قرار داشت، و روده او به صورت منظم در زیر باسن او جمع شده بود. جسد به این صورت «قرار گرفته» شده بود که دست او کنار سرش، آرنجش خم و در زاویه‌ای به سمت راست، و پاهایش دور از هم قرار داشت. کارآگاهان یک کیسه سیمان حاوی خون آبه در نزدیکی صحنه جرم پیدا کردند.
کالبد شکافی اعلام کرد که شرت ۵ فوت و ۵ اینچ (۱٫۶۵ متر) قد، ۱۱۵ پوند (۵۲ کیلوگرم) جرم، و چشمانی آبی روشن، موهای قهوه‌ای، و دندان‌هایی در حال فرسایش داشته است. همچنین علائم شریان بند در مچ پا او، مچ دست، و گردن او وجود دارد. جمجمه شکسته شده بود و کبودی‌هایی در جلو و سمت راست پوست سر او همراه با مقدار کمی خون‌ریزی در سمت راست سرش، گویا از ضرباتی به سر، وجود داشت. علت مرگ پارگی صورت و شوک او از خون‌ریزی ناشی از ضربات بر روی سر و صورت او اعلام شد.
به دنبال تعیین هویت شرت، خبرنگاران لس آنجلس هرالد با مادرش، فوئبو شرت تماس گرفته و به او می‌گویند که دخترش در یک مسابقه زیبایی جایزه‌ای را برنده شده است، و اگر او اطلاعاتی در مورد خود، دختر و پدر خانواده در اختیار آنان قرار دهد، جایزه‌ای معادل هزار دلار به او تعلق خواهد گرفت.
در ۲۳ ژانویه سال ۱۹۴۷، یک فرد ادعا می‌کند که قاتل است با سردبیر لس آنجلس تماس گرفته، و ابراز نگرانی خود را از اینکه اخبار قتل دروغی بیش نیست اعلام می‌کند. روز بعد، یک بسته به روزنامه لس آنجلس، که شامل گواهینامه، کارت‌های کسب و کار، عکس، شرت را همراه با نام نوشته شده بر روی تکه‌های کاغذ و کتاب آدرس با نام مارک هانسن فرستاده می‌شود. هانسن، که یکی از آشنایان شرت بود، بلافاصله مظنون شد و بلافاصله دستگیر شد ولی به دلیل نبود شواهد و مدارک کافی آزاد شد.
با توجه به بدنامی این مورد، در طول سال‌ها بیش از پنجاه مرد و زن به قتل شرت اعتراف کردند اما هیچ‌کدام از آن‌ها ثابت نشد که قاتل وی بوده‌اند و فقط قصد جلب توجه را داشته‌اند.
شرت در گورستان مانتن ویو در اوکلند، کالیفرنیا به خاک سپرده شد. پس از او خواهرش رشد بزرگ شد و ازدواج کرد، فوئبو به اوکلند نقل مکان کرد به نزد قبر دخترش رفت. او در نهایت به سواحل شرقی که در سال ۱۹۷۰ زندگی می‌کرد، بازگشت.

## مظنونین و اعتراف‌ها
شهرت قتل شورت منجر به اعتراف‌های زیادی شد که بسیاری غلط بودند. در بررسی‌های اولیه قتل او، پلیس در مجموع ۶۰ اعتراف دریافت کرد که اکثراً از سوی مردان بودند. از آن زمان بیش از ۵۰۰ نفر به این جنایت اعتراف کرده‌اند که بعضی حتی در زمان مرگ شورت، هنوز بدنیا نیامده بودند. گروهبان جان پی سنت جان، یک کارآگاه که تا زمان بازنشستگی اش روی این پرونده کار می‌کرد، اظهار داشت: «این تعجب‌آور است که چگونه بسیاری از مردم خود را قاتل وی معرفی می‌کنند.»
در سال ۲۰۰۳، رالف اسدل که یکی از کارآگاهان اصلی این پرونده بود، به تایمز گفت که معتقد است از قاتل شورت بازجویی به عمل آورده؛ مردی که دیده شده در ساعات اولیه ۱۵ ژانویه ۱۹۴۷ ماشین سدان خود را نزدیک پارکینگ متروک محل کشف جسد پارک کرده بود. یکی از همسایه‌ها که آن روز از آن نقطه رد می‌شده، توقف کرده تا کیسه زباله اش را در پارکینگ متروک رها کند که سدان را می‌بیند. گفته شده در عقب سمت راست باز بوده و راننده سدان در پارکینگ ایستاده بوده است. ظاهراً صاحب ماشین با دیدن همسایه می‌ترسد و از آنجا می‌رود. پلیس دنبال صاحب سدان گشت که در یک رستوران محلی کار می‌کرده ولی نهایتاً تبرئه شد.
نویسندگان و متخصصان متعددی به بحث راجع به مظنونین پرداختند؛ مثلاً ویراستار سابق تایمز یعنی لری هارنیش به دکتری به نام والتر بیلی مشکوک بود یا دونالد ولف ادعا می‌کند ناشر تایمز یعنی نورمن شندلر شورت را باردار کرده بوده است. از دیگر مظنونین می‌توان به لزلی دیلن، جوزف ای دومیاس، آرتی لین (یا جف کانرز)، مارک هنسن، دکتر فرانسیس ای سویینی، وودی گاتری، باگری سیگل، اورسون ولز، جورج هودل، دوست هودل یعنی فرد سکستون، جورج نولتون، رابرت ام «رد» منلی، پاتریک اس آوریلی و جک اندرسون ویلسون اشاره کرد.
بعد از قتل الیزابت شورت در سال ۱۹۴۷، پلیس به جورج هیل هودل جونیور مشکوک شد. او هیچ‌گاه رسماً متهم نشد و پس از مرگش توجه بیشتری به او جلب شد؛ زیرا پسرش استیو هودل که از کارآگاهان جنایی لس آنجلس بود، او را به کشتن شورت و چند قتل دیگر محکوم کرد. پیش از پرونده کوکب، او از مظنونین مرگ منشی اش روث اسپالدینگ نیز بود ولی متهم نشد. از سویی به تجاوز به دخترش تامار نیز متهم شد ولی تبرئه گشت. او چندبار از کشور فرار کرد و از سال ۱۹۵۰ تا ۱۹۹۰ در فیلیپین بود.

## شایعات و نزاع بر سر واقعیت
بر سر جزئیات زیادی از زندگی شخصی و مرگ شرت نزاع بوده است. مشارکت مشتاقانه مردم و رسانه‌ها در حل این قتل بشدت مسیر تحقیقات را پیچیده کرد و در نتیجه، گاهی روایت وقایع متناقض گشت. طبق گفته ان ماری دیستفانو از پورتلند تریبون، در طی سال‌ها داستان‌های «تأیید نشده» زیادی دربارهٔ شرت بر سر زبان‌ها افتاده است: «او فاحشه بود، او تمایل جنسی کمی داشت، او باردار بود، او همجنس‌گرا بود. از طرفی نیز به جای اینکه این شایعات در طی زمان کمرنگ شوند، افسانه کوکب سیاه پیچیده‌تر می‌شود.» هارنیش چند شایعه و مفهوم محبوب راجع به شرت و قتل او را رد کرده و بر سر اعتبار کتاب گیلمور به نام جدا شده اختلاف دارد. او می‌گوید «۲۵درصد این کتاب اشتباه و ۵۰ درصد آن خیالات» است. هارنیش پوشه‌های دادستان منطقه را بررسی کرده (او ادعا می‌کرد که استیو هودل همراه با مقاله‌نویس تایمز، استیو لوپز، پوشه‌های مربوط به جورج هودل را بررسی کرده) و برخلاف ادعاهای ایتول، پوشه‌ها نشان دادند که دیلن کاملاً بازجویی شده و گفته در زمان قتل شرت در سن فرانسیسکو بوده است. هارنیش نتیجه گرفت که ایتول یا این پوشه‌ها را پیدا نکرده یا به عمد آن‌ها را نادیده گرفته است.

### قتل و وضعیت جسد
چندین نفر که هیچ‌یک شرت را نمی‌شناختند با پلیس و روزنامه‌ها تماس گرفتند و ادعا کردند در طول هفته ای که ظاهراً «گمشده» بوده، او را دیده‌اند؛ یعنی از ۹ ژانویه و روز ناپدیدشدنش تا ۱۵ ژانویه و روز کشف جسد. پلیس و دادستان منطقه تمام این ادعاها را رد کردند: در بعضی موارد افراد زنان دیگری را با شرت اشتباه گرفته بودند. اینکه شورت در روزهای مانده به قتل و کشف جسد کجا بوده، مشخص نیست.
بعد از کشف جسد شرت، چند روزنامه در لس آنجلس در تیترهای خود ادعا کردند که او در اثر شکنجه کشته شده است. در آن زمان پلیس این حرف را رد کرد ولی اجازه داد این ادعاها ادامه پیدا کنند تا بتواند دلیل اصلی مرگ شرت را از مردم مخفی کند. بعضی منابع مثل کتاب الیور سیریکس به نام جنایت: یک دائرةالمعارف (۱۹۹۳) بیان می‌کنند که بدن شرت با سیگار سوزانده شده بوده است. البته به چنین مسئله ای در گزارش کالبدشکافی اشاره نشده است.
در کتاب جدا شده، گیلمور اظهار می‌کند مسئول کالبدشکافی حین بررسی محتوای شکم شرت دریافته که او مجبور به خوردن مدفوع شده بوده است. هارنیش این ادعا را رد می‌کند و این مسئله در گزارش کالبدشکافی نیز نیامده است.

### لقب کوکب سیاه
طبق گفته روزنامه‌ها، در اواسط سال ۱۹۴۶ کارکنان و مشتریان یک داروخانه در لانگ بیچ بر اساس فیلم کوکب آبی (۱۹۴۶)، لقب «کوکب سیاه» را به شرت دادند. دیگر شایعات می‌گویند که رسانه‌ها به این خاطر به سراغ این لقب رفتند که شرت موهایش را با گل کوکب تزئین می‌کرده است. براساس وبسایت رسمی اف‌بی‌آی، این لقب به این خاطر بود که او «علاقه وافری به لباس‌های نازک و سیاه» داشت.
اما محققان دادستانی اظهار می‌کنند گزارشگر هرالد اکسپرس، بوو مینز، در داروخانه با دوستان شرت مصاحبه کرده و اولین بار از لقب «کوکب سیاه» استفاده کرده است. اگرچه بعضی نیز می‌گویند نخستین بار، آندروود و جک اسمیت این لقب را بکار بردند. گیلمور و هارنیش هردو معتقدند این لقب در دوران زندگی شورت استفاده می‌شده و مخلوق رسانه‌ها نیست. هارنیش می‌گوید او از مشتریان همیشگی داروخانه لانگ بیچ بوده و کارکنان آنجا او را با این اسم صدا می‌زدند. پیش از لقب «کوکب سیاه»، هرالد اکسپرس بخاطر ذات وحشیانه این جنایت، از او با عنوان «قتل گرگینه ای» یاد می‌کرد.

### ادعای فاحشگی و سابقه تن‌فروشی
کتاب‌های زیادی در حوزه جنایت واقعی ادعا می‌کنند. که شرت چندین بار در اواسط دهه ۱۹۴۰ به لس آنجلس سر زده است؛ مثلاً گیلمور در کتاب جدا شده می‌گوید او در سالن غذاخوری هالیوود کار می‌کرده است. هارنیش این مطلب را رد کرده و می‌گوید شرت تنها پس از بسته شدن این سالن در سال ۱۹۴۵ به لس آنجلس آمد. بعضی از دوستان شرت و نویسنده‌ها و روزنامه‌نگارها می‌گویند اودر دوران اقامتش در لس آنجلس فاحشه یا دختر تلفنی بوده اما هارنیش بیان می‌کند هیئت منصفه ای در عصر حاضر ثابت کرد که شواهدی مبنی بر تن‌فروشی او در دست نیست. هارنیش ادعا می‌کند که این شایعات از رمان جان گرگوی دان به نام اعتراف‌های واقعی (۱۹۷۷) نشئت گرفته‌اند که تا حدی بر اساس این جنایت نگارش شده است.
شایعه دیگری مبتنی بر این است که شورت به صورت مادرزادی به ناهنجاری غدد جنسی مبتلا بوده و قادر به برقراری رابطه جنسی نبوده است. پوشه‌های دادستان منطقه نشان می‌دهند که سه مرد که شورت با آن‌ها رابطه جنسی داشته، مورد بازجویی قرار گرفته‌اند؛ از جمله یک افسر پلیس شیکاگو که از مظنونین این پرونده نیز بوده است. به علاوه پوشه‌های اف‌بی‌آی نیز بیانیه‌های یکی از معشوقه‌های شرت را در خود دارند. در سال ۲۰۰۹، مایکل نیوتون در کتاب دائرةالمعارف جنایات حل نشده به گزارش کامل کالبدشکافی او اشاره کرد و نوشت که رحم «کوچکی» داشته اما اطلاعات دیگری مبنی بر نقص در ارگان‌های تولیدمثلی او دیده نشده است. بعلاوه این گزارش اظهار می‌کند شرت هیچ‌گاه باردار نبوده است.
شایعه دیگر این است که شرت همجنس‌گرا بوده است. به گفته گیلمور این شایعه از آن جا نشئت گرفته که بوو مینز، خبرنگار هرالد اکسپرس، از معاون پزشک قانونی شنیده شورت به خاطر دستگاه تناسلی «کوچک» خود، با «مردان رابطه جنسی نداشته» است. مینز تصور کرده این حرف بدین معناست که شرت با زنان رابطه داشته است. به همین جهت او و سید هیوز بی‌دلیل در میخانه‌های همجنس گرایانه در لس آنجلس به دنبال اطلاعات بوده‌اند.